# 金村大裕
金村 大裕（かねむら だいゆう、1983年6月13日 - ）は、大阪府大阪市平野区出身の元プロ野球選手（投手）。右投右打。在日韓国人3世で、本名は金 大裕（キム・デユ、김대유）。

## 経歴
上宮高校では国木剛太、下敷領悠太に次ぐ3番手投手。3年夏には中村剛也、岩田稔を擁する大阪桐蔭高校に府大会準々決勝で敗れた。大阪府大会ベスト8。
大阪商業大学に進学後は1年次からベンチ入りし、主戦として活躍。しかし、関西六大学リーグで下位に低迷するチーム事情もあり、大学通算は7勝20敗という成績であった。
大学卒業後、ホンダ鈴鹿に進むことが内定していたが、2005年の大学生・社会人ドラフト3巡目で阪神に指名され入団した。2007年6月22日に結婚を発表。
2010年は育成選手としてプレーしていたが、10月1日に球団から戦力外通告を受け、10月29日に自由契約選手公示がなされた。
2010年11月、在日韓国人の金星根監督が率いていた韓国プロ野球・SKワイバーンズの高知キャンプに合流し、同年12月正式に入団が決まった。金村自身も在日韓国人であるため、韓国プロ野球では外国人登録されず、韓国名で登録された。2011年10月、一軍登板機会がないまま自由契約となった。

## 詳細情報

### 年度別投手成績
| 年 度     | 球 団     | 登 板 | 先 発 | 完 投 | 完 封 | 無 四 球 | 勝 利 | 敗 戦 | セ 丨 ブ | ホ 丨 ル ド | 勝 率 | 打 者 | 投 球 回 | 被 安 打 | 被 本 塁 打 | 与 四 球 | 敬 遠 | 与 死 球 | 奪 三 振 | 暴 投 | ボ 丨 ク | 失 点 | 自 責 点 | 防 御 率 | W H I P |
| --------- | --------- | ----- | ----- | ----- | ----- | -------- | ----- | ----- | -------- | ----------- | ----- | ----- | -------- | -------- | ----------- | -------- | ----- | -------- | -------- | ----- | -------- | ----- | -------- | -------- | ------- |
| 2009      | 阪神      | 1     | 0     | 0     | 0     | 0        | 0     | 0     | 0        | 0           | ----  | 5     | 1.0      | 0        | 0           | 2        | 0     | 0        | 1        | 1     | 0        | 0     | 0        | 0.00     | 2.00    |
| 通算：1年 | 通算：1年 | 1     | 0     | 0     | 0     | 0        | 0     | 0     | 0        | 0           | ----  | 5     | 1.0      | 0        | 0           | 2        | 0     | 0        | 1        | 1     | 0        | 0     | 0        | 0.00     | 2.00    |

### 記録
NPB
- 初登板：2009年5月3日、対読売ジャイアンツ5回戦（阪神甲子園球場）、9回表に5番手で救援登板・完了、1回無失点
- 初奪三振：同上、9回表に亀井義行から見逃し三振

### 背番号
- 17（2006年 - 2008年）
- 61（2009年）
- 117（2010年）[3]
- 12（2011年）

### 登録名
- 金村 大裕（かねむら だいゆう、2006年 - 2010年）
- 金 大裕（キム・デユ、김대유、2011年）

### 登場曲
- 「Gold Digger」Kanye West（2006年）
- 「GOLDEN MIC」DJ MASTERKEY feat. ZEEBRA（2007年）
- 「連勝マイク」Ryo the SKYWALKER（2008年）
- 「大阪プライド」NG HEAD width BOOGIE MAN, KENTY GROSS, SHINGO☆西成（2009年 - 2010年）